# Romanas Algimantas Sedlickas
Romanas Algimantas Sedlickas (ur. 23 lipca 1942 w miejscowości Jewie) – litewski polityk i prawnik, poseł na Sejm, eurodeputowany V kadencji.

## Życiorys
W połowie lat 40. jego rodzina wyemigrowała do Niemiec. Mieszkał później w Stanach Zjednoczonych, gdzie w 1964 ukończył filozofię na Uniwersytecie Fordham, a w 1967 prawo na University at Buffalo. Służył w oddziałach United States Army w czasie wojny wietnamskiej. Praktykował jako prawnik, specjalizując się w prawie karnym i gospodarczym. W 1991 powrócił na Litwę, gdzie pracował jako doradca prawny.
W 1999 dołączył do Litewskiego Związku Liberałów. Z ramienia tego ugrupowania w wyborach w 2000 został wybrany do Sejmu, w którym zasiadał do 2004. Od 2003 był członkiem Związku Liberałów i Centrum współtworzonego przez jego formację. Pełnił funkcję obserwatora w Parlamencie Europejskim, a po akcesie Litwy do Unii Europejskiej formalnie od maja do lipca 2004 sprawował mandat eurodeputowanego V kadencji.
Po zakończeniu kadencji poselskiej powrócił do praktyki prawniczej jako konsultant w kancelarii „Balticus Advocatus”. Dołączył też do Ruchu Liberalnego Republiki Litewskiej, m.in. kandydował z jego ramienia do Sejmu w 2012.